# Bahía Pelletan
Die Bahía Pelletan (spanisch, in Argentinien Bahía Briand) ist eine Nebenbucht der Flandernbucht an der Danco-Küste des Grahamlands auf der Antarktischen Halbinsel. Sie liegt südlich der Bahía Wilson, von der sie der Pelletan Point trennt. Der Goodwin-Gletscher mündet in sie hinein.
Chilenische Wissenschaftler benannten sie in Anlehnung an die Benennung der benachbarten Landspitze. Deren Namensgeber ist der französische Politiker Charles Camille Pelletan (1846–1915), Marineminister Frankreichs von 1902 bis 1905. Argentinische Wissenschaftler benannten sie dagegen in Anlehnung an den weiter nördlich liegenden Briand-Fjord. Dessen Namensgeber ist der mehrfache französische Ministerpräsident Aristide Briand (1862–1932).